# Wärmedämmschicht
Wärmedämmschichten (englisch thermal barrier coating, TBC) werden in der Industrie eingesetzt, um die Werkstofftemperatur bei Hochtemperaturanwendungen zu senken. Ein Beispiel sind neue und nachgerüstete Gasturbinen, bei denen die Beschichtung den Bedürfnissen entsprechend im Bereich von wenigen Zehntelmillimetern bis hin zu Millimetern auf den Schaufeln sowie auf anderen Bestandteilen im so genannten Heißluftpfad von Turbinen wie Hitzeschilden und Brennkammersegmenten aufgetragen wird.
Hohe Temperaturen sind beispielsweise beim Betrieb von Turbinen notwendig, um die Effizienz bzw. den Wirkungsgrad der Turbine zu erhöhen. Dem entgegen steht die Festigkeit des Materials bei hohen Temperaturen. So können Turbinenschaufelwerkstoffe bei Abgastemperaturen über 1400 °C eingesetzt werden, weil durch eine Wärmedämmschicht die Temperatur des Materials auf unter 1100 °C gesenkt werden kann, bei der der Werkstoff noch eine genügend hohe Festigkeit hat.

## Eigenschaften
Die Zusammensetzung der Beschichtung hat sowohl positive als auch negative Eigenschaften. Zum einen ist sie zusammen mit dem „Kühlluftsystem“ der Turbinen ein sehr effektiver Schutz gegen die erreichten extremen Temperaturen, zum anderen fordert sie von der Fertigung absolute Formgenauigkeit sowie bei der Montage/Demontage ein hohes Maß an Fingerspitzengefühl beim Umgang mit den Komponenten, weil die Beschichtung einen keramischen Aufbau hat, der porös und spröde ist. Je nach Verarbeitungsverfahren ist diese Beschichtung elfenbeinfarben oder grau.

## Verarbeitung
Die TBC kommt vor allem bei industriell genutzten Gasturbinenanlagen vor, deren Turbine Inlet Temperature (zu dt. Turbineneintrittstemperatur, in der Literatur auch oft als T4 bezeichnet) höher als der Schmelzpunkt des eingesetzten Beschaufelungsmaterials ist. TBC sind Beschichtungskeramiken, welche häufig mit Aluminium- und Zirkonoxiden versetzt sind.
Große Bedeutung wird den Beschichtungsverfahren und deren Genauigkeit beigemessen. Besonders bei Turbinenbeschaufelung sind Wärmedämmschichten erforderlich. Auf die heutzutage sehr glatten Leit- und Laufschaufeln einer Turbine (korngrenzenlose Einkristalle aus Nickel-Superlegierungen) werden vor der Beschichtung mit TBC aufgeraut. Die Aufrauung erfolgt mittels einer weiteren Schicht, der sogenannten Bond Coat, deren Rauigkeit mit einem Schleifblatt (20er Körnung) vergleichbar ist und signifikante Legierungselemente wie Nickel, Cobalt, Aluminium, Molybdän oder Yttrium enthält. Die Dicke der Bond Coat beträgt zirka 0,1 bis 0,2 mm.
Auf die Haftschicht wird nun die TBC aufgetragen. Dies geschieht heute mittels drei üblicher Verfahren: Vacuum Plasma Spraying (VPS), Atmospheric Plasma Spraying (APS) oder Electron Beam Physical Vapor Deposition (EB-PVD). Bei allen Varianten wird das TBC-Material unter hohen Temperaturen verflüssigt und auf die Oberfläche aufgespritzt. Die Dicke der Schicht beträgt nach dem oft mehrmaligem Aufsprühen 0,3 bis 0,5 mm und weist dank ihrer Keramikelemente sehr niedrige Wärmeleitfähigkeiten vom λTBC = 0,7…0,8 W/(m·K) auf.
Aktuelle Forschungen arbeiten auf sogenannte Low Conductivity TBCs hin, deren Wärmeleitfähigkeit unter 0,4 W/(m·K) liegen soll.